# Yvescambefortius sarawacus
Yvescambefortius, monotipski rod kukaca iz porodice  Scarabaeidae. Jedini predstavnik je Y. sarawacus, rasprostranjen po Maleziji, Borneu i Sumatri.